# Wydundra moolooloo
Wydundra moolooloo là một loài nhện trong họ Gnaphosidae.
Loài này thuộc chi Wydundra. Wydundra moolooloo được Norman I. Platnick & Barbara Baehr miêu tả năm 2006.